# 核兵器の威嚇または使用の合法性国際司法裁判所勧告的意見

国際司法裁判所がおかれている平和宮。

核兵器の威嚇または使用の合法性国際司法裁判所勧告的意見（かくへいきのいかくまたはしようのごうほうせいこくさいしほうさいばんしょかんこくてきいけん、英語:Advisory Opinion of the International Court of Justice on the Legality of the Threat or Use of Nuclear Weapons、フランス語:Avis consultatif de la Cour internationale de Justice sur la licéité de la menace ou de l'emploi d'armes nucléaires）は、国際連合総会による「核兵器による威嚇又はその使用は、なんらかの状況において国際法の下に許されることがあるか」という諮問に対して1996年7月8日に勧告的意見を下した、国際司法裁判所の判例である。1940年代に核兵器が開発されて以降、国際的な司法機関が核兵器の威嚇または使用の合法性(違法性)について判断を下した初めての事例である。国連総会の諮問に対して裁判所は、「核兵器の威嚇または使用は武力紛争に適用される国際法の規則（中略）に一般的には違反するであろう」としながらも、「国家の存亡そのものが危険にさらされるような、自衛の極端な状況における、核兵器の威嚇または使用が合法であるか違法であるかについて裁判所は最終的な結論を下すことができない」とした。この裁判所の判断については様々な評価や解釈がなされている。

## 経緯
ニューヨークにある核政策法律家委員会が設立した反核兵器法律家協会が、核戦争防止国際医師会などのNGOとともに1992年に「世界法廷プロジェクト」を発足させたのが事の発端であった。このプロジェクトは世界保健機関（以下WHO）や国際連合加盟国に訴えて核兵器の合法性について国際司法裁判所に勧告的意見を求めさせることをその目的としていた。1993年5月にはWHO総会が、1994年12月には国連総会が、国際司法裁判所に勧告的意見を要請する旨の決議を採択した。

## 諮問

### WHO

WHOの旗。WHOは国連総会に先立ち裁判所への諮問を行った。

1993年5月、WHO総会は国際司法裁判所に諮問することを決議（WHA46.40）した。その諮問内容を以下に引用する。
このWHOの諮問に対しては35カ国が陳述書を裁判所に提出し、9カ国が他国の陳述書に対する意見を提出した。

### 国連総会

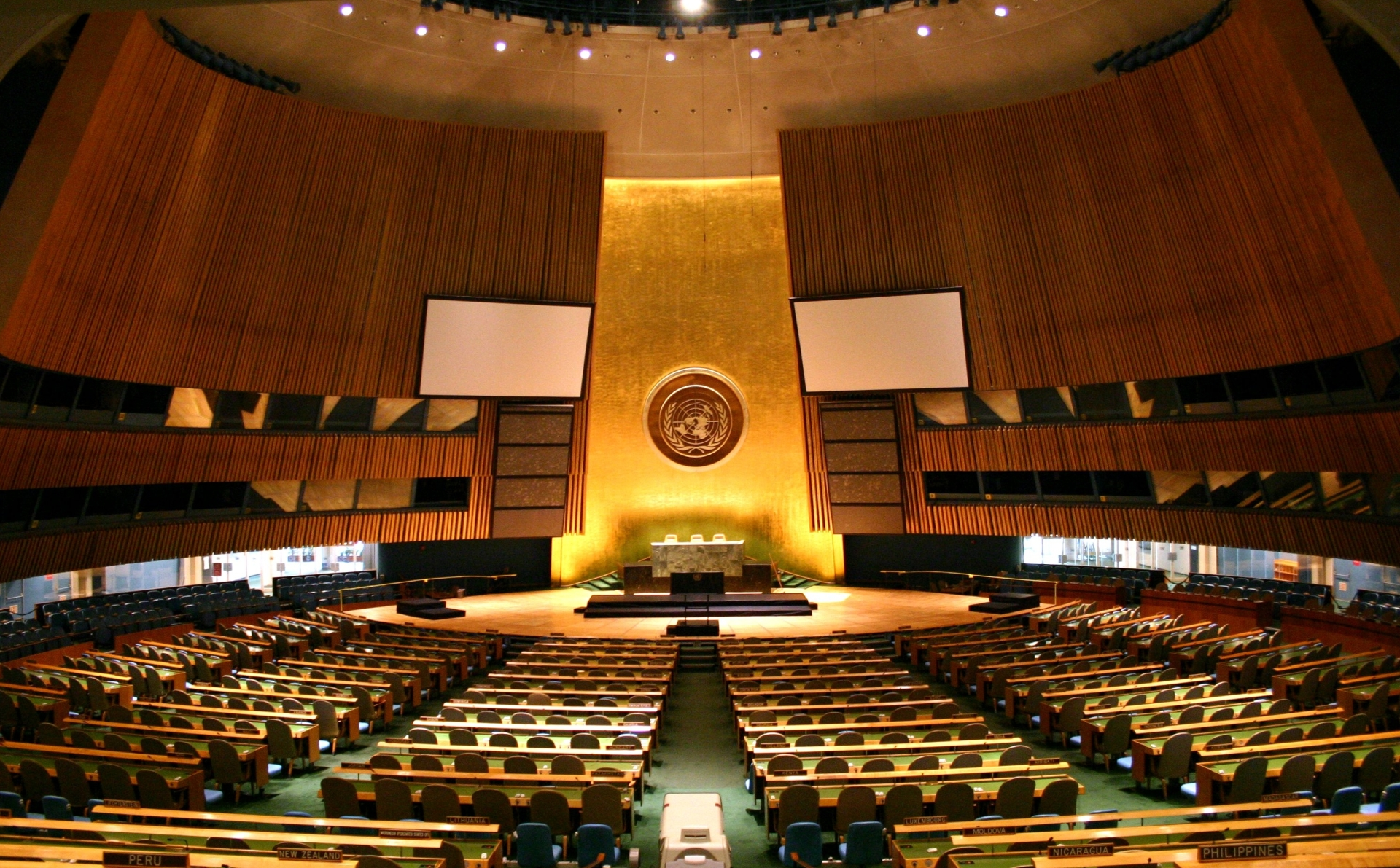
国連総会。

国連総会もまた、その決議49/75Kに基づき1994年12月に以下の諮問を行った。

## 各国の意見陳述
WHOが行った諮問に対しては、1994年12月5日までに陳述書を提出したのは最終的に35カ国に達した。その内容は当時非公表であったが、国際反核法律家協会(IALANA)の調査によると、インド、モルドバなど非同盟諸国を中心に21カ国が「国際法違反」と主張したという。日本は当初「核兵器使用は国際法違反と言えない」という記述を盛り込んでいたが、そのことが報道されると反核団体が反発するなど政治問題化したため、最終的な陳述書からこの文言は削除された。
国連総会が行った諮問に対しては1995年5月15日から9月20日までに28カ国が陳述書を提出し、3カ国が他国の陳述書に関する陳述書を提出した。日本は、核兵器の使用は「国際法の基盤にある人道主義の精神に合致しないと考える」とする陳述書を提出し、WHOの諮問に対する内容を踏襲したものとなった。
また、10月30日から11月15日にかけて22カ国とWHOが口頭陳述を行った。これほど多くの国々が同一の事案に対して意見陳述を行ったのは国際司法裁判所開設以来初めてのことであった。
| 国                       | 提出日(WHO諮問) | 提出日(国連総会諮問) | 国際反核法律家協会の評価     | 論旨 |
| ------------------------ | --------------- | -------------------- | ---------------------------- | --- |
| ルワンダ                 | 1993年12月8日   |                      | 核兵器使用は違法             | |
| 北朝鮮                   | 1994年1月26日   | 1995年5月18日        | 核兵器使用は違法             | 核兵器使用は国連憲章を含む国際法違反である。真剣に核廃絶に向けた議論なされている最中に核の合法性が話し合われていること自体嘆かわしい。 |
| ウクライナ               | 1994年5月16日   |                      | 核兵器使用は違法             | |
| リトアニア               | 1994年5月31日   |                      | 核兵器使用は違法             | |
| オランダ                 | 1994年6月6日    | 1995年6月16日        | 司法判断などに反対           | 裁判所は国連総会の勧告的意見要請に応じることはできるが、これは裁判所の義務ではなく任意的なものである。裁判所が核兵器の威嚇または使用を違法と宣言したとしても合法と宣言したとしても、裁判所の判断が現在進行中の核不拡散交渉に悪影響を及ぼしかねない。よって裁判所は意見要請に応じるべきではない。 |
| ロシア                   | 1994年6月7日    | 1995年6月19日        | 司法判断などに反対           | |
| フィリピン               | 1994年6月8日    |                      | 核兵器使用は違法             | |
| カザフスタン             | 1994年6月8日    |                      | 核兵器使用は違法             | |
| パプアニューギニア       | 1994年6月8日    |                      | 核兵器使用は違法             | |
| イタリア                 | 1994年6月9日    | 1995年6月19日        | 司法判断などに反対           | |
| モルドバ                 | 1994年6月9日    |                      | 核兵器使用は違法             | |
| メキシコ                 | 1994年6月9日    | 1995年6月19日        | 核兵器使用は違法             | |
| アメリカ合衆国           | 1994年6月10日   | 1995年6月20日        | 司法判断などに反対           | |
| ノルウェー               | 1994年6月10日   |                      | あいまいな態度               | |
| フランス                 | 1994年6月20日   | 1995年6月20日        | 司法判断などに反対           | |
| サウジアラビア           | 1994年8月9日    |                      | 態度不明                     | |
| ソロモン諸島             | 1994年9月9日    | 1995年9月20日        | 核兵器使用は違法             | |
| コスタリカ               | 1994年9月9日    |                      | 核兵器使用は違法             | |
| ニュージーランド         | 1994年9月13日   | 1995年6月20日        | あいまいな態度               | |
| サモア                   | 1994年9月16日   | 1995年6月15日        | 核兵器使用は違法             | |
| ドイツ                   | 1994年9月20日   | 1995年6月20日        | 司法判断などに反対           | |
| イギリス                 | 1994年9月20日   | 1995年6月16日        | 司法判断などに反対           | 裁判所が勧告的意見を下したとしても国連総会の活動に対して建設的な効果が望めず、核軍縮交渉に対しても有益な効果は見込めない。さらに国連総会の諮問はあまりに抽象的なものであるのに対し、それに回答するためには核兵器の使用または威嚇の具体的状況を考慮しなければならないが、そうした具体的状況は示されていない。よって裁判所が意見要請に応じるべきではない。 |
| アイルランド             | 1994年9月20日   | 1995年6月16日        | 核兵器使用は違法(消極的意見) | 完全な核兵器廃絶という最終目標のためには、核不拡散体制の強化と、包括的な核実験の禁止が必要である。アイルランド政府は核拡散防止条約を世界で初めて批准するなど核廃絶に向けた政治的努力を続けてきたが、国連総会やWHOによる裁判所への諮問はこの問題を政治的試みではなく法的義務の枠組みに組み込もうとするもので、アイルランド政府が続けてきた政治的努力とは両立しないものである。裁判所の意見によって核兵器にまつわる法的問題が明確なものとなることを希望する。 |
| オーストラリア           | 1994年9月20日   |                      | 司法判断などに反対           | |
| インド                   | 1994年9月20日   | 1995年6月20日        | 核兵器使用は違法             | |
| スウェーデン             | 1994年9月20日   | 1995年6月20日        | 核兵器使用は違法             | |
| コロンビア               | 1994年9月20日   |                      | 核兵器使用は違法             | |
| 日本                     | 1994年9月20日   | 1995年6月14日        | あいまいな態度               | 核兵器は国際法の基礎たる人道の精神に反する。唯一の被爆国として核兵器廃絶の重要性を主張する。そのためには核拡散防止条約を柱とする核不拡散体制をより実効的かつ普遍的なものにしなければならない。 |
| フィンランド             | 1994年9月20日   | 1995年6月13日        | 司法判断などに反対           | |
| スリランカ               | 1994年9月20日   |                      | 核兵器使用は違法             | |
| マレーシア               | 1994年9月20日   | 1995年6月19日        | 核兵器使用は違法             | |
| ウガンダ                 | 1994年9月20日   |                      | 核兵器使用は違法             | |
| イラン                   | 1994年9月20日   | 1995年6月19日        | 核兵器使用は違法             | |
| ナウル                   | 1994年9月20日   | 1995年6月15日        | 核兵器使用は違法             | |
| アゼルバイジャン         | 1994年9月20日   |                      | 態度不明                     | |
| ボスニア・ヘルツェゴビナ |                 | 1995年6月16日        |                              | |
| サンマリノ               |                 | 1995年6月19日        |                              | |
| ブルンジ                 |                 | 1995年6月19日        |                              | |
| エジプト                 |                 | 1995年6月20日, 9月   |                              | |
| レソト                   |                 | 1995年6月20日        |                              | |
| カタール                 |                 | 1995年6月20日        |                              | |
| エクアドル               |                 | 1995年6月20日        |                              | |
| マーシャル諸島           |                 | 1995年6月22日        |                              | マーシャル諸島の領土にはアメリカ合衆国による核実験の影響が現在も残っており、今なお国民の健康に深刻な影響を及ぼしている。不必要な苦痛を与え、中立国の環境にまで長期間に渡り悪影響を及ぼしうる核兵器の使用は、国連憲章、ハーグ陸戦条約、ジュネーヴ諸条約追加議定書などを含む武力紛争に適用される法に違反しており、いかなるかたちでの核兵器の使用も違法である。                                                                                                |

| 国・機関         | 代表者肩書                               | 代表者                         | 陳述日 （1995年） | 論旨 |
| ---------------- | ---------------------------------------- | ------------------------------ | ----------------- | --- |
| WHO              | 法律顧問                                 | Claude-Henri Vignes            | 10月30日          | |
| オーストラリア   | 法務長官                                 | Gavan Griffith                 | 10月30日          | |
| オーストラリア   | 外務大臣                                 | Gareth Evans                   | 10月30日          | |
| エジプト         | ジュネーヴ大学ジュネーヴ高等研究所教授   | Georges Abi-Saab               | 11月1日           | |
| フランス         | 外務省法律部門局長                       | Marc Perrin de Brichambaut     | 11月1日, 2日      | |
| フランス         | パリ第10大学教授                         | Alain Pellet                   | 11月2日           | |
| ドイツ           | 外務省法律部門事務総長                   | Hartmut Hillgenberg            | 11月2日           | |
| インドネシア     | 在オランダインドネシア大使               | Johannes Berchmans Soedarmanto | 11月3日           | |
| メキシコ         | 外務次官                                 | Sergio González Gálvez         | 11月3日           | |
| イラン           | 外務大臣                                 | Mohammad J. Zarif              | 11月6日           | |
| イタリア         | ローマ・トル・ヴェルガータ大学法学部教授 | Umberto Leanza                 | 11月6日           | |
| 日本             | 外務省軍縮不拡散・科学部長               | 河村武和                       | 11月7日           | 膨大な数の人間を殺傷する力を持つ核兵器は国際法の基礎たる人道の精神に反するとし、広島と長崎の被害状況や非核三原則を説明、その上で国際的な核不拡散体制の重要性を主張した。 |
| 日本             | 広島市長                                 | 平岡敬                         | 11月7日           | |
| 日本             | 長崎市長                                 | 伊藤一長                       | 11月7日           | |
| マレーシア       | 司法長官                                 | Mohtar Abdullah                | 11月7日           | |
| マレーシア       | 国連全権大使                             | Razali Ismail                  | 11月7日           | |
| ニュージーランド | 司法長官                                 | Paul East                      | 11月9日           | |
| ニュージーランド | 外務通商省法務局副長                     | Alan Bracegirdle               | 11月9日           | |
| フィリピン       | フィリピン大学法学部教授                 | Merlin M. Magallona            | 11月9日           | |
| フィリピン       | 在オランダフィリピン大使                 | Rodolfo S. Sanchez             | 11月9日           | |
| カタール         | 司法大臣                                 | Najeeb ibn Mohammed Al-Nauimi  | 11月10日          | |
| ロシア           | 外務省法律部長                           | A. G. Khodakov                 | 11月10日          | |
| サンマリノ       | 外務省行政理事会主任                     | Federica Bigi                  | 11月13日          | |
| サモア           | 国連全権大使                             | Tuiloma Neroni Slade           | 11月13日          | |
| サモア           | ラトガース大学教授                       | Roger Clark                    | 11月13日          | |
| サモア           | ジュネーヴ大学ジュネーヴ高等研究所助教授 | Laurence Boisson de Chazournes | 11月13日          | |
| マーシャル諸島   | 国連全権大使                             | Theodore G. Kronmiller         | 11月14日          | |
| ソロモン諸島     | 警察国防相大臣                           | Victor Ngele                   | 11月14日          | |
| ソロモン諸島     | ブリュッセル自由大学教授                 | Jean Salmon                    | 11月14日          | |
| ソロモン諸島     | ケンブリッジ大学教授                     | James Crawford                 | 11月14日          | |
| ソロモン諸島     | ブリュッセル自由大学教授                 | Eric David                     | 11月14日          | |
| ソロモン諸島     | 東洋アフリカ研究学院講師                 | Philippe Sands                 | 11月14日          | |
| コスタリカ       | コスタリカ政府特別使節                   | Carlos Vargas-Pizarro          | 11月14日          | |
| イギリス         | 法務総裁                                 | Nicholas Lyell                 | 11月15日          | |
| アメリカ合衆国   | 国務省法律顧問代理人                     | Conrad K. Harper               | 11月15日          | |
| アメリカ合衆国   | 国務省法律顧問副長                       | Michael J. Matheson            | 11月15日          | |
| アメリカ合衆国   | 国防総省法務担当上級代表                 | John H. Mcneill                | 11月15日          | |
| ジンバブエ       | 在ブリュッセルジンバブエ大使             | Jonathan Wutawunashe           | 11月15日          | |

## 勧告的意見

### WHO諮問に対して
WHOのような国連の専門機関は国連憲章第96条2項により、「その活動の範囲内において生ずる法律問題について」のみ裁判所に勧告的意見を要請することができると定められており、裁判所は1996年7月8日にWHOの要請をWHOの活動範囲内の問題ではないとして却下した。

### 国連総会諮問に対して

#### 多数意見

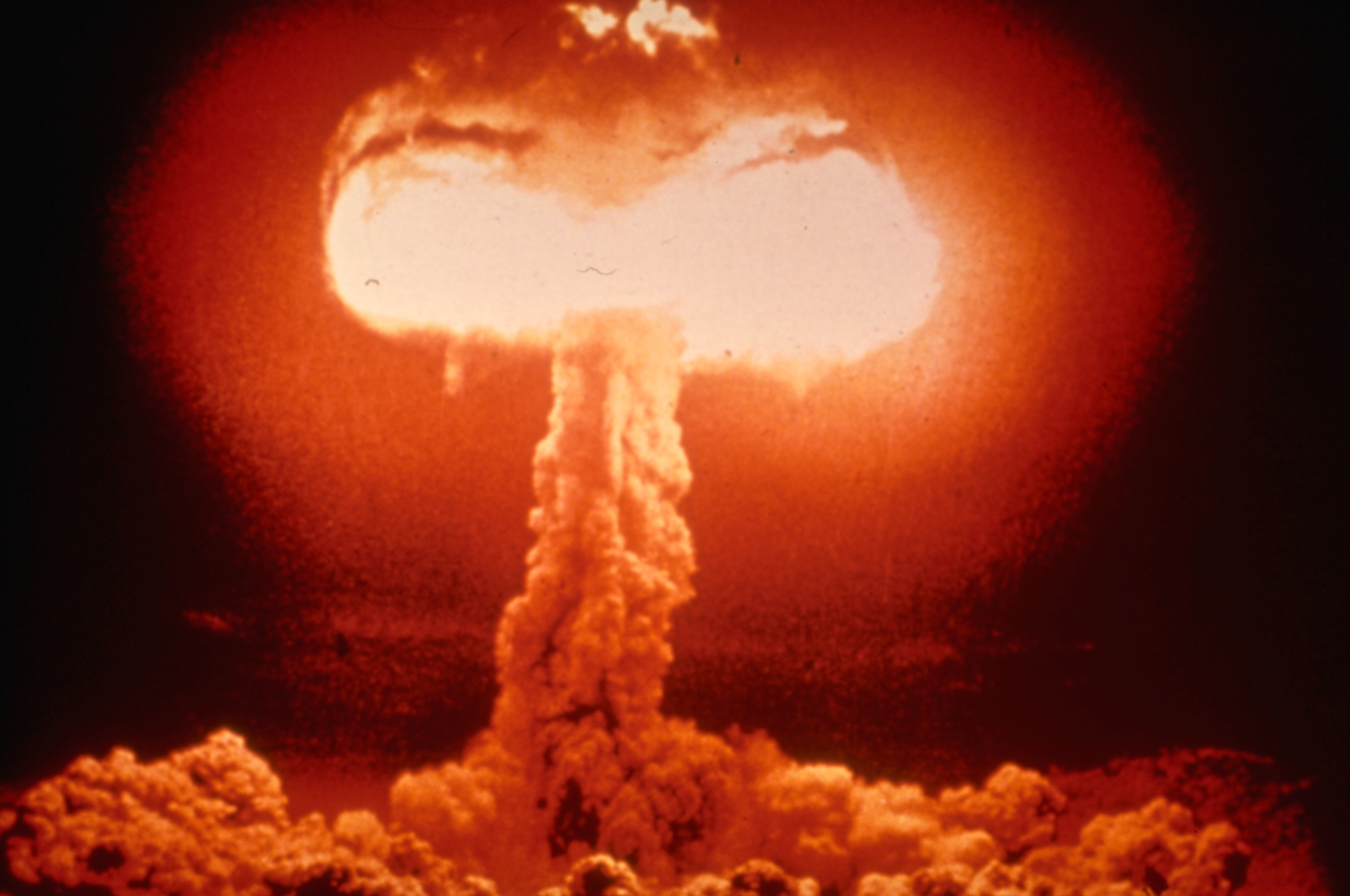
国際司法裁判所は核兵器の力を「破滅的」と表現した。

国連憲章第96条1項により、国連総会は「いかなる法律問題についても」裁判所に勧告的意見を要請できることとされており、このことから国連総会は国連憲章によって裁判所への意見要請を許可された団体とされた。本件では宣言を付した判事が5名、個別意見を付した判事が3名、反対意見を付した判事が6名と、14名の判事全員が個別の意見を発するなど、個々の裁判官の間でも大きく意見が分かれた。多数意見の評価・解釈も多様である。以下裁判所の多数意見を論点ごとに紹介する。
- 適用法規

国連総会の諮問に回答するためには、本件に適用される関連法規を決定しなければならない。まず国際人権B規約第6条に定められた「生命に対する権利」は敵対行為にも適用されるが、生命の恣意的剥奪と言えるかどうかは武力紛争に適用される法によって判断されるべきであり、人権規約から判断されるものではない。ジェノサイド条約に定められたジェノサイドの禁止は、同条約を批准していない国も拘束する国際慣習法であるが、これは同条約第2条が言うところの集団それ自体に向けられた攻撃である場合にのみ適用される規則であり、核兵器の威嚇または使用の各々の事例を考慮に入れなければ同条約上の義務との適否について判断することはできない。ジュネーヴ諸条約第一追加議定書第35条3項や環境改変技術軍事使用禁止条約や人間環境宣言第21原則などといった、環境の保護に関する規範も本件に直接適用される法規とは言えない。したがって、この問題に最も関連する適用法規は、国連憲章中の武力行使に関する規定、および敵対行為を規制する武力紛争に適用される法であると裁判所は判断する。
- 核兵器の特性

様々な条約による核兵器の定義によると、核兵器とは核分裂や核融合によって甚大な熱エネルギーと放射線を放出する爆発装置である。その特徴は他の兵器よりもはるかに甚大な被害をもたらし、放射線の影響を残すことにある。こうした核兵器の特性により核兵器は潜在的に破滅的な力を持ち、その使用による効果は時間的にも空間的にも限定されず、地球上の全ての文明と生態系を破壊しうる。放射線は自然環境にも広範囲にわたり影響を与え、未来の世代にも深刻な危険を与える。
- 国連憲章と核兵器

国連憲章第2条4項には「すべての加盟国は、その国際関係において、武力による威嚇又は武力の行使を、いかなる国の領土保全又は政治的独立に対するものも、また、国際連合の目的と両立しない他のいかなる方法によるものも慎まなければならない」と定められており、これは同42条や同51条などの関連規定に照らして判断されなければならないが、これらの規定は核兵器を含め特定の兵器に言及しておらず、使用される兵器の種類を問わず全ての武力行使に適用される規定である。国連憲章第51条に定められる自衛権に基づく武力行使には、相手国による急迫不正の侵害が存在するという必要性の要件と、相手国の侵害行為と釣り合いのとれた自衛措置でなければならないという均衡性の要件が、国際慣習法により求められる。均衡性の要件は、それ自体があらゆる自衛の状況における核兵器使用を禁止するわけではないが、しかし自衛権行使による均衡性ある武力行使が合法であるためには、武力紛争に適用される法の要求を満たさなければならない。国連憲章第2条4項が言うところの武力の「行使」と「威嚇」は、ある武力の行使が違法であれば、そのような武力を行使するとの威嚇もまた違法となるという意味で、一体の概念である。核抑止政策が効果的であるためには、核兵器使用の意図が明らかでなければならない。こうした核抑止政策が国連憲章第2条4項に違反する「威嚇」に相当するかどうかは、それが他国の「領土保全又は政治的独立に対するもの」であるか、「国際連合の目的と両立しない」ものであるか、あるいはそれが自衛措置として行われた場合に必要性と均衡性の要件を必然的に満たしえないか、これらの要件によって判断されることになる。
- 武力紛争に適用される法と核兵器

核兵器の使用それ自体を規制する特定の国際法規則が存在するかどうかについて、核兵器を含めある特定の兵器が違法である場合にはその兵器を禁止する形で定められる。毒ガス禁止宣言、ハーグ陸戦条約附属ハーグ陸戦規則第23条aが言うところの「毒又ハ毒ヲ施シタル兵器」、毒ガス議定書などの解釈は様々であるが、少なくともこれらの条約の当事国はこれらの規定を核兵器に当てはまるものとしては扱ってこなかった。生物・毒素兵器禁止条約や化学兵器禁止条約にも核兵器を特定して禁止する規定は見られない。近年核拡散防止条約の無期限延長との関連でトラテロルコ条約やラロトンガ条約などといった非核地帯条約が締結され、核兵器の使用についても取り扱っているが、しかしもっぱら核兵器の取得・生産・保有・配備・実験を扱うこれらの条約は、核兵器の使用を禁止する条約ではない。
- 国際慣習法と核兵器

国際慣習法が形成されるためには、大多数の国家による同様の行為の反復（一般慣行）と、その行為を行う国家にそれが国際法に基づいたものであるという認識（法的信念）が必要とされる。核兵器使用を違法とする国々は1945年以来核兵器が恒常的に使用されていないことを、核兵器保有国の法的信念の現れであると主張する。それに対し、ある特定の状況における核兵器の威嚇または使用の合法性を主張する国々は、核抑止理論の実践を援用し、核兵器が使用されなかったのは単に幸いにもその使用を正当化するような状況が発生しなかったからだと主張する。裁判所は、冷戦の間一定の国々が核抑止政策に依拠し続けてきたことは事実であることに鑑み、また国際社会の構成員の間で意見が大きく分かれていることからも、核兵器の威嚇または使用全般を違法とするような法的信念の存在を認めることはできない。
- 国際人道法および中立法と核兵器

国際人道法諸文書の基本的原則は、民間人・民用物の保護を目的とする戦闘員と非戦闘員の区別に関する第1原則、戦闘員に不必要な苦痛を与えることを禁じる第2原則が存在し、これらの原則に照らし国家は使用する兵器について無制限な自由を有するわけではない。
- 主文

以下に裁判所が下した勧告的意見の主文を引用する。
(1)意見要請の可否
(2)諮問への回答

##### 裁判官構成と賛否
| 裁判官                                 | 国籍           | 主文への賛否     | 主文への賛否     | 主文への賛否     | 主文への賛否     | 主文への賛否     | 主文への賛否     | 主文への賛否     |
| 裁判官                                 | 国籍           | (1)              | (2)              | (2)              | (2)              | (2)              | (2)              | (2)              |
| 裁判官                                 | 国籍           | (1)              | A                | B                | C                | D                | E                | F                |
| -------------------------------------- | -------------- | ---------------- | ---------------- | ---------------- | ---------------- | ---------------- | ---------------- | ---------------- |
| 裁判長 モハメド・ベジャウィ            | アルジェリア   |                  |                  |                  |                  |                  |                  |                  |
| 副裁判長 ステファン・M・シュウェーベル | アメリカ合衆国 |                  |                  |                  |                  |                  |                  |                  |
| 小田滋                                 | 日本           |                  |                  |                  |                  |                  |                  |                  |
| ジルベール・ギョーム                   | フランス       |                  |                  |                  |                  |                  |                  |                  |
| モハメド・シャハブディーン             | ガイアナ       |                  |                  |                  |                  |                  |                  |                  |
| クリストファー・ウィラマントリー       | スリランカ     |                  |                  |                  |                  |                  |                  |                  |
| レイモンド・ランジェヴァ               | マダガスカル   |                  |                  |                  |                  |                  |                  |                  |
| 史久鏞                                 | 中国           |                  |                  |                  |                  |                  |                  |                  |
| カール＝オーガスト・フライシャワー     | ドイツ         |                  |                  |                  |                  |                  |                  |                  |
| アブデル・コロマ                       | シエラレオネ   |                  |                  |                  |                  |                  |                  |                  |
| ゲザ・ヘルツェグ                       | ハンガリー     |                  |                  |                  |                  |                  |                  |                  |
| ウラドレン・ヴェレシュチェチン         | ロシア         |                  |                  |                  |                  |                  |                  |                  |
| ルイージ・フェラーリ・ブラボ           | イタリア       |                  |                  |                  |                  |                  |                  |                  |
| ロザリン・ヒギンズ                     | イギリス       |                  |                  |                  |                  |                  |                  |                  |
| アンドレス・アギラル・モーズリー       | ベネズエラ     | 裁判直前に死去。 | 裁判直前に死去。 | 裁判直前に死去。 | 裁判直前に死去。 | 裁判直前に死去。 | 裁判直前に死去。 | 裁判直前に死去。 |
|                                        | 投票結果       | 13対1            | 14対0            | 11対3            | 14対0            | 14対0            | 7対7             | 14対0            |

賛成を、反対をで示した。

#### 解釈・評価
| 発効要件国、署名・批准 発効要件国、署名のみ 発効要件国、未署名 | 非発効要件国、署名・批准 非発効要件国、署名のみ 非発効要件国、未署名 |

- 一般的に違反

包括的核実験禁止条約の批准国
発効要件国、署名・批准
発効要件国、署名のみ
発効要件国、未署名
非発効要件国、署名・批准
非発効要件国、署名のみ
非発効要件国、未署名
2012年現在同条約は発効していない。裁判所はこの1996年の勧告的意見で核軍縮交渉を「完結させる義務」があるとした。

裁判所は、核兵器の威嚇または使用が国際人道法の原則・規則に「一般的に」違反することを明示し、2つの原則を挙げた。第1は、戦闘員と非戦闘員を区別を確立する原則で、非戦闘員たる文民を攻撃の対象としてはならず、逆に戦闘員と非戦闘員を区別することができない兵器は使用してはならないという原則である。第2は戦闘員に不必要な苦痛を与える兵器を使用してはならないという原則である。裁判所は核兵器の特性に鑑み、その甚大な破壊力により戦闘員と非戦闘員を区別することが困難で、攻撃対象を戦闘員に限ったとしても放射線により不必要な苦痛を与えうる核兵器の威嚇または使用が「一般的に」これらの原則に違反していると判断した。しかし、「一般的に」という修飾語は例外の存在、つまり核兵器の威嚇または使用が違法ではない場合の存在を示唆しているとも言える。例えば、攻撃対象を戦闘員に限ることができるように威力の小さい核兵器を開発した場合、そうした核兵器の威嚇または使用が合法となる可能性も考えられる。判事ヒギンズは反対意見の中で、そうした例外についての十分な検討をすることなくそのような表現を用いたことを批判している。
- 主文(2)Eの意味

主文(2)Eの解釈は難解である。あまりに難解であることから、主文(2)Eは混乱の極みであり裁判所の意図がつかめないという批判もある。第1文「核兵器の威嚇または使用は武力紛争に適用される国際法の規則、特に国際人道法上の原則・規則に一般的には違反するであろう」と、第2文「国家の存亡そのものが危険にさらされるような、自衛の極端な状況における、核兵器の威嚇または使用が合法であるか違法であるかについて裁判所は最終的な結論を下すことができない」の、一見不整合にも見える両文の関係をどのように解すればよいのか問題である。この2文を合わせて票決したこと自体が妥当であったのか疑問視する声もある。また、「国家の存亡そのものが危険にさらされるような、自衛の極端な状況」という概念は、それまでの国際法には見られなかった全く新しい概念で、通常の自衛権行使よりも厳しい要件が求められるのか、「一般的に違反」の例外的状況をひとつ挙げたにしか過ぎないのか、適用すべき法規が存在しないこと、いわゆる法の欠缺(non liquet)を認めたのかなど、解釈は大きく分かれている。
- 交渉完結義務

核拡散防止条約第6条には、「各締約国は、核軍備競争の早期の停止及び核軍備の縮小に関する効果的な措置につき、並びに厳重かつ効果的な国際管理の下における全面的かつ完全な軍備縮小に関する条約について、誠実に交渉を行うことを約束する」と定められているが、主文(2)Fはこの第6条を確認したにしか過ぎないという解釈と、これをさらに推し進めて核軍縮交渉を「完結」させる義務まで述べている点が革新的であるという解釈とに分かれている。そもそも核軍縮交渉の点は、国連総会の諮問事項の範囲外であり、それにもかかわらず裁判所がこの点に言及したこと自体が注目に値する。